# Jacques Grishaver
Jacques Grishaver (Amsterdam, 20 maart 1942) was vanaf januari 1998 tot en met januari 2025 de voorzitter van het Nederlands Auschwitz Comité en initiatiefnemer van het Holocaust Namenmonument.

## Biografie

### Jeugd
Jacques Grishaver werd in 1942 geboren in het Nederlands Israëlitisch Ziekenhuis op de Nieuwe Keizersgracht te Amsterdam. Zijn vader, David Grishaver, was rijwielhersteller en moeder, Catharina Walvis, naaister. Ze woonden in de 's-Gravesandestraat, tegenover het Sint Elisabeth Gesticht (het huidige Hotel Arena).
Toen Jacques een jaar oud was, zat hij met zijn opa Isaäc Grishaver ondergedoken bij een niet-Joodse vrouw, met drie buitenechtelijke kinderen van een oom van zijn moeder in de Linnaeusdwarsstraat. Later konden ze weer thuis wonen, omdat zijn vader illegaal een hervormd doopsbewijs had kunnen bemachtigen. Zijn grootouders, vader, moeder en zijn twee jongste tantes, zaten opgesloten in de Hollandsche Schouwburg. Twee andere tantes waren al afgevoerd naar Auschwitz. De vijfde en oudste tante was gemengd gehuwd en sprak vloeiend Duits, dus zij ondervond minder problemen.
Jacques' ouders zijn via de tuin aan de achterkant bevrijd door Jacques van der Kar, een Joodse verzetsstrijder en een vriend van zijn opa. Zijn opa had gezegd: "haal mijn dochter en schoonzoon er maar uit, want die hebben nog een kleintje". De rest van de familie heeft de oorlog niet overleefd. Het gezin Grishaver werd op 18 oktober 1944 uitgebreid met broertje Loek en op 16 april 1949 met zusje Sera.

### Latere carrière
Jacques Grishaver wilde werktuigbouwkunde gaan studeren en doorliep zodoende eerst de Derde vijfjarige HBS (Hogereburgerschool) aan de Mauritskade. Hij wilde meer van de wereld ontdekken en besloot kapper te worden op het gerenommeerde passagiersschip de Oranje tot 1964. Terug aan wal werkte Jacques Grishaver als hoofdboekhouder in de witgoedwinkel van zijn vader.  Van 1969 tot en met 1992 bestierde Grishaver de winkel Top Shop Centre in de Eerste van Swindenstraat, een begrip onder velen in Amsterdam-Oost. 
Grishaver was vanaf januari 1998 tot en met januari 2025 voorzitter van het Nederlands Auschwitz Comité en nam in 2006 het initiatief tot het Holocaust Namenmonument.

## Persoonlijk
In 1965 is Grishaver getrouwd. Hij en zijn vrouw Loes hebben elkaar leren kennen op de dansschool Wim van Beek in de Sarphatistraat. Samen kregen ze in 1968 een dochter en in 1971 een zoon. Ze hebben drie kleinzonen en één kleindochter.

## Onderscheidingen

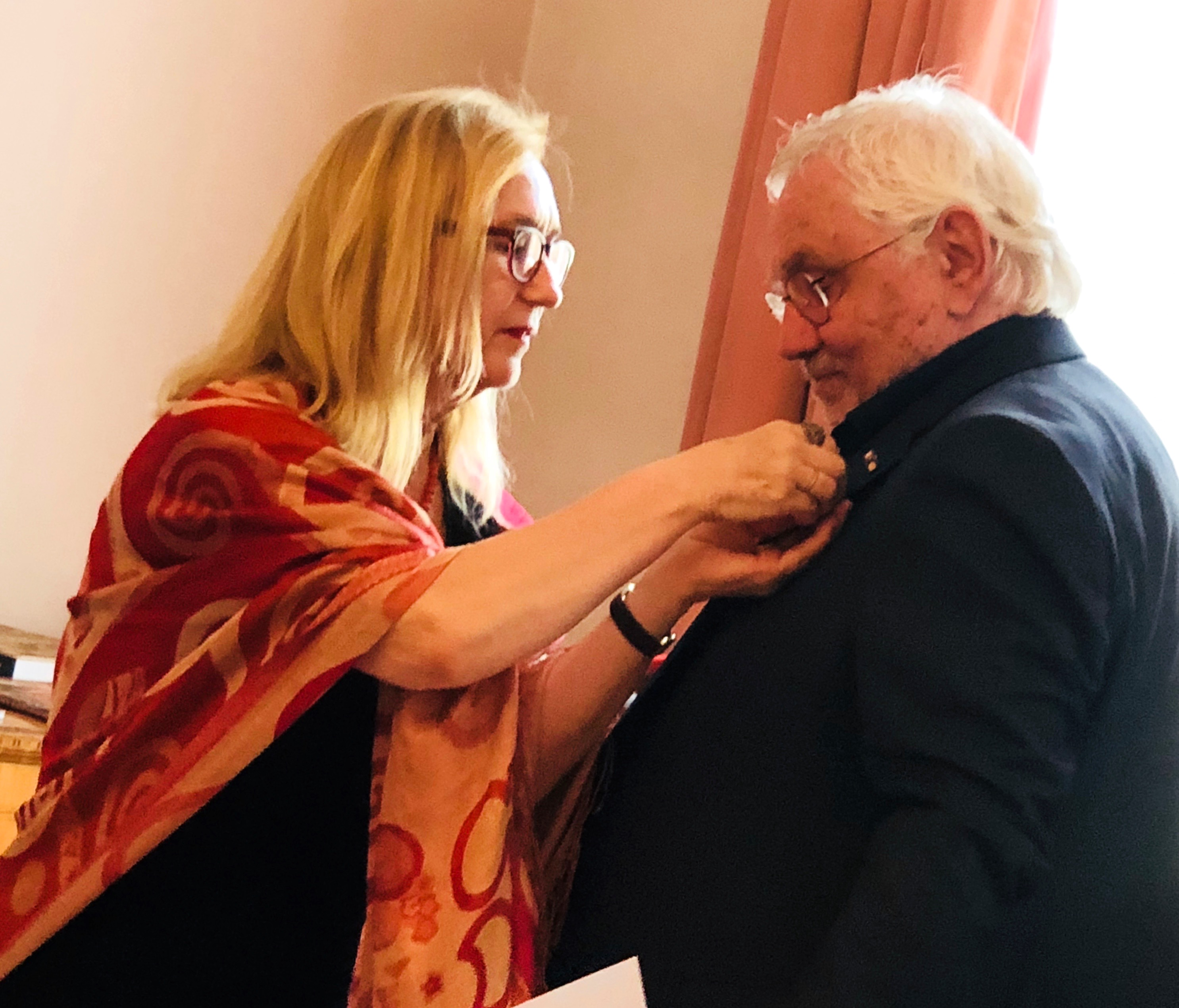
Jacques Grishaver krijgt het Gouden Ereteken van Verdienste voor de Republiek Oostenrijk (2018)

Op 1 november 2006 is Jacques Grishaver benoemd tot Ridder in de Orde van Oranje-Nassau. Toenmalige staatssecretaris Ross-van Dorp spelde hem de bijbehorende versierselen op. Ze prees Jacques bij die gelegenheid voor diens bijzondere inspanningen ten bate van het Auschwitz Comité, waar Grishaver sinds 1989 actief voor is.
Op 2 mei 2018 is Jacques Grishaver onderscheiden met het Gouden Ereteken van Verdienste voor de Republiek Oostenrijk. Hij ontving de onderscheiding uit handen van de ambassadeur van Oostenrijk, mevrouw Dr. Heidemaria Gürer, voor zijn werk voor het Auschwitz Comité en zijn strijd tegen antisemitisme, racisme en uitsluiting.
Daarnaast geldt deze onderscheiding als eerbetoon aan zijn open en onafhankelijke houding die tot uiting kwam in 2000, toen Oostenrijk in een internationaal isolement terecht kwam vanwege het toetreden van de FPÖ tot de regering. In dat jaar verzocht de toenmalige ambassadeur Alexander Christiani toch aanwezig te mogen zijn bij de Auschwitz Herdenking in Amsterdam. Dat verzoek werd, tegen de toen geldende publieke opinie in, gehonoreerd.
Op 15 oktober 2021 is Jacques Grishaver voor zijn jarenlange inzet voor het Nationaal Holocaust Namenmonument bevorderd tot Officier in de Orde van Oranje-Nassau. Burgemeester Femke Halsema overhandigde Grishaver de onderscheiding.
Op 30 januari 2022 is de Gouden medaille van de stad Amsterdam aan Jacques Grishaver uitgereikt. Hij kreeg de hoogste onderscheiding van de stad uit handen van burgemeester Femke Halsema voor het realiseren van het Nationaal Holocaust Namenmonument aan de Weesperstraat
Op 20 maart 2022, zijn tachtigste verjaardag, reikte burgemeester van Diemen, Erik Boog, de Zilveren Speld van Diemen uit aan zijn inwoner Jacques. Deze speld wordt uitgereikt aan inwoners die zich inzetten voor de maatschappij.
In 2022 is de oeuvreprijs, het Eberhartje, door voorzitter van Stichting Amsterdammer van het Jaar, Marcel La Rose, uitgereikt aan Jacques Grishaver

Grishaver was op 23 januari 2023 aanwezig bij de herdenking voor Holocaust Memoral Day bij Algemene Vergadering van de Verenigde Naties in New York. In een rede waarschuwde hij voor antisemitisme en groepsdenken. Ook wees hij op het gevaar van complottheorieën, die onder andere in de Tweede Kamer in Nederland worden gebezigd. 